# Aeropuerto de Pyriatyn
El aeropuerto de Pyriatyn fue un aeródromo situado aproximadamente 11 kilómetros al sur de la ciudad ucraniana de Pyriatyn.

## Historia
En mayo de 1944, el campo recientemente mejorado fue proporcionado a las Fuerzas Aéreas del Ejército de los Estados Unidos para su uso por aviones estadounidenses que operaban en apoyo del programa de bombardeos de traslado. A diferencia de las otras dos bases (Myrhorod y Poltava), Pyriatyn fue designada para el uso de aviones de combate debido a las limitaciones del campo. Fue utilizado por la Octava y Decimoquinta Fuerza Aérea para misiones de bombardeos de traslado (Operación Frenético) desde junio de 1944 hasta septiembre de 1944.
Pyriatyn fue designada como la Estación 560 de la USAAF por razones de seguridad y así fue referida en todos los mensajes y correspondencia escrita. Pyriatyn fue una de las tres instalaciones de Ucrania operadas por la jefatura, el comando del este, las Fuerzas Aéreas Estratégicas de los Estados Unidos en Europa.
Las aeronaves, predominantemente P-51 y P-38, volarían al campo desde Gran Bretaña o el sur de Italia después de atacar objetivos enemigos en Europa Oriental. El avión se reabastecería y se rearmaría en el aeropuerto para luego volver a atacar objetivos enemigos en misiones de retorno al sur de Italia.
En la noche del 23 de junio de 1944, Pyriatyn fue blanco de un ataque aéreo alemán, pero a diferencia caso de las otras dos bases, los bombarderos alemanes no localizaron el campo y dejaron caer sus bombas en las inmediaciones.
Las operaciones principales terminaron en septiembre de 1944, y los estadounidenses consolidaron su presencia en Poltava para el resto de la guerra.